# 王際相
王際相（？—？），山東濟寧人，清朝政治人物。舉人出身。
咸豐三年，接替薛炳。擔任江蘇宜興縣知縣。后由周守典接任。咸豐六年，接替朱緗。署任江蘇荆溪縣知縣。后由許美身接任。